# Johann Kuhnau
Johann Kuhnau (ur. 6 kwietnia 1660 w Geising, zm. 5 czerwca 1722 w Lipsku) – niemiecki kompozytor, organista, kantor, teoretyk muzyki i pisarz.

## Życiorys
Pochodził z rodziny stolarza. Będąc stypendystą szkoły św. Krzyża (Kreuzschule) studiował w Lipsku filozofię i prawo. Jako muzyk objął stanowisko kantora w Żytawie, a po powrocie do Lipska został organistą w kościele św. Tomasza w Lipsku. Po śmierci ówczesnego kantora, Johanna Schellego w 1701 roku, Kuhnau przejął jego stanowisko i tym samym jako kantor kościoła św. Tomasza stał się bezpośrednim poprzednikiem Johanna Sebastiana Bacha.
Dzieła muzyczne Johanna Kuhnaua to kantaty oraz utwory instrumentalne, głównie przeznaczone na klawesyn albo organy. W swoich sonatach Kuhnau przeniósł na instrument klawiszowy formę włoskiej sonaty triowej. Rozwinął programowość w muzyce instrumentalnej.
Był człowiekiem wszechstronnie wykształconym i znającym języki obce. Pisał traktaty teoretyczne o muzyce, a nawet jest autorem powieści satyrycznej o muzyce (Die musikalische Quacksalber, 1701).